# Gonystylus augescens
Gonystylus augescens är en tibastväxtart som beskrevs av Ridley. Gonystylus augescens ingår i släktet Gonystylus och familjen tibastväxter. Inga underarter finns listade i Catalogue of Life.